# Arne Munthe
Carl Arne Munthe, född 13 juni 1901 i Stockholm, död 7 februari 1965 i Sigtuna, var en svensk arkivarie, litteraturhistoriker, historiker och skolledare. Han var bror till Gustaf Munthe.
Arne Munthe var son till hovrättspresidenten Gustaf Fredrik Munthe och dennes hustru, född Munthe. Han avlade studentexamen vid Nya elementarskolan i Stockholm 1919 och blev därefter student vid Stockholms högskola. Munthes huvudämnen var historia och litteraturhistoria och han avlade filosofie kandidatexamen 1923. Under studietiden ordförande i Humanistiska föreningen 1923–1924, ordförande i Stockholms högskolas studentkår 1926–1927 och vice ordförande i Sveriges förenade studentkårer 1927. Han blev filosofie licentiat i litteraturhistoria 1929 och avhandlingen analyserar Frödings sociala diktning. Munthe var även intresserad av teater och var 1927–1928 medlem i Dramatens klubbteaters styrelse. Från 1927 var han extraordinarie tjänsteman och från 1929 amanuens vid Riksarkivet. Han blev 1930 förste amanuens där. 1930–1933, 1935–1937 och 1938–1941 arbetade han som timlärare vid Sigtunastiftelsens Humanistiska Läroverk och var även litteraturkrönikör vid Radiotjänst 1930–1944.
Vid Riksarkivet arbetade Munthe med att ordna handlingarna från räfst- och reduktionsarbetet. Arbetet ledde till flera vetenskapliga artiklar, bland annat Till förmyndarräfstens historia (1936). Munthe arbetade 1942–1948 som andre arkivarie vid Riksarkivet. 1941 blev han filosofie doktor i historia med en avhandling om Joel Gripenstierna. Han fick ett flertal beställningsarbeten relaterade till hans vana av arkivforskning; till de mera kända hör Släkten Arfwedson (1845; tillsammans med Holger Rosman) och de båda banden om Västra Södermalm (1959–1965). Arne Munthe var 1942–1948 andre arkivarie vid Riksarkivet och docent i historia vid Stockholms högskola 1942–1945. 1948 blev han rektor vid Sigtunastiftelsens Humanistiska Läroverk.
Arne Munthe blev 1942 ledamot av Kungliga Samfundet för utgivande av handskrifter rörande Skandinaviens historia och var dess sekreterare 1946–1948 samt 1958 korresponderande ledamot av Kungliga Vetenskapssamhället i Uppsala. 1944 var han en av grundarna av Radikala landsföreningen och stod som kandidat på partiets stockholmslista, men kom aldrig att väljas in till något politiskt uppdrag.